# Operation Leo (film)
Operation Leo är en svensk film från 1981 i regi av Hans Hederberg.

## Handling
Norbert Kröcher grundar en terrorgrupp som ska kidnappa Anna-Greta Leijon och i samband med detta placera henne i en för ändamålet särskilt tillverkad trälåda. Aktionen får namnet Operation Leo efter Leijon.

## Om filmen
Filmen premiärvisades den 5 december år 1981. Den är till stor del verklighetsbaserad och bygger på en terroristaktion 1977. Punkbandet Ebba Grön gjorde filmmusiken. 

## Rollista
- Maria Andersson – Fanny
- Kjell Bergqvist – Andreas
- Lena Brogren – Olles mamma
- Göte Fyhring – Katarinas pappa
- Pia Garde – Katarina
- Pia Green – Veronica
- Harald Hamrell – Olle
- Heinz Hoenig – Christian
- Lisa Hugoson – Annika
- Claude-Oliver Rudolph – Willy
- Mona Seilitz – Margareta
- Emy Storm – Katarinas mamma
- Chris Torch – Max